# Eucalyptodiplosis germinis
Eucalyptodiplosis germinis är en tvåvingeart som beskrevs av Peter Kolesik 2002. Eucalyptodiplosis germinis ingår i släktet Eucalyptodiplosis och familjen gallmyggor.
Artens utbredningsområde är Sydaustralien. Inga underarter finns listade i Catalogue of Life.